# Santa Maria de Solanes
Santa Maria de Solanes és una església romànica al terme de Montpol, municipi de Lladurs (Solsonès). És un monument inclòs a l'Inventari del Patrimoni Arquitectònic de Catalunya.

## Situació
L'església i la masia de Solanes es troben a l'extrem nord-oest del terme municipal, als vessants meridionals de la serra d'Oliana, elevades sobre el llom muntanyós que es forma entre la rasa de Solanes i el barranc de Coscollola.

## Descripció
Església d'una nau amb absis rodó, orientada a l'est. La nau, coberta amb volta de canó està actualment en part desapareguda. Arc presbiteral de mig punt. Els murs de la nau convergeixen cap a l'absis i són de diferent llargada, fet que determina una inclinació de l'arc presbiteral i l'absis. Porta al mur sud i tres finestres de mig punt adovellades i dues esqueixades; una a l'absis, altra al mur sud i l'altra al mur nord.
Parament en fileres de pedres tallades a cops de maceta. Absis decorat amb tres arcs.

## Història
Església no esmentada a l'Acta de Consagració i Dotació de la Catedral d'Urgell de l'any 839.

## Per anar-hi
- Pista a Santa Maria de Solanes